# Aci Castello
Aci Castello er en italiensk by (og kommune) i regionen Sicilien i Italien, med omkring 17.852(2023) indbyggere.  